# إقليم أوستي ناد لابم
إقليم أوستي ناد لابم (بالتشيكية: Ústecký kraj)‏ هو أحد أقاليم جمهورية التشيك الأربعة عشر التي استحدثت حسب التقسيمات الإدارية الجديدة لجمهورية التشيك سنة 2000. يقع الإقليم شمال غربي منطقة بوهيميا التاريخية والبلاد ككل.
عاصمة هذا الأقليم هي أوستي ناد لابم وبها تسمّى، ويحده من الشرق إقليم ليبيريتس، ومن الجنوب إقليم بوهيميا الوسطى، ومن الجنوب الغربي إقليم بلزن، ومن الغرب إقليم كارلوفي فاري، ومن الشمال ولاية ساكسونيا في ألمانيا.

## المقاطعات
يقسم الإقليم إلى 7 مقاطعات وهي:
- مقاطعة ديتشين Okres Děčín
- مقاطعة خوموتوف Okres Chomutov
- مقاطعة ليتوميريتسه Okres Litoměřice
- مقاطعة لوني Okres Louny
- مقاطعة موست Okres Most
- مقاطعة تبليتسه Okres Teplice
- مقاطعة أوستي ناد لابم Okres Ústí nad Labem

## أعلام
- صوفي من ساكس-كوبرغ-سالفيلد

## اقرأ أيضاً
- أقاليم جمهورية التشيك
- أوستي ناد لابم